# Berget (TV-serie)
För andra betydelser, se Berget.
Berget var en planerad svensk äventyrs- och realityserie som skulle ha premiär på TV4 under 2025. Serien skulle baseras på den australiska förlagan The Summit som hade premiär i maj 2023. Programledare för den svenska versionen skulle vara Petter. Programmet började spelas in i slutet av sommaren 2024 utanför Narvik i Norge.

## Upplägg
Programmet följer ett gäng deltagare i vildmarken, där de utsätts för både fysiska och psykiska utmaningar när de ska bestiga berget Stetind på 14 dagar. Varje deltagare har en del av prissumman i sin ryggsäck. Om en deltagare hoppar av minskar prispengarna med summan som finns i dennes ryggsäck.

## Tillbud
Under inspelningen i mitten av augusti 2024 omkom en av realitydeltagarna i vad som verkade vara en akut sjukdom. Senare meddelades att deltagaren avled på plats för inspelningen av hjärtstopp, enligt norsk polis.
På grund av dödsfallet lades serien ner, och kommer ej färdigställas.